# Charpentieria gibbula
Charpentieria gibbula is een slakkensoort uit de familie van de Clausiliidae. De wetenschappelijke naam van de soort is voor het eerst geldig gepubliceerd in 1836 door Rossmassler.

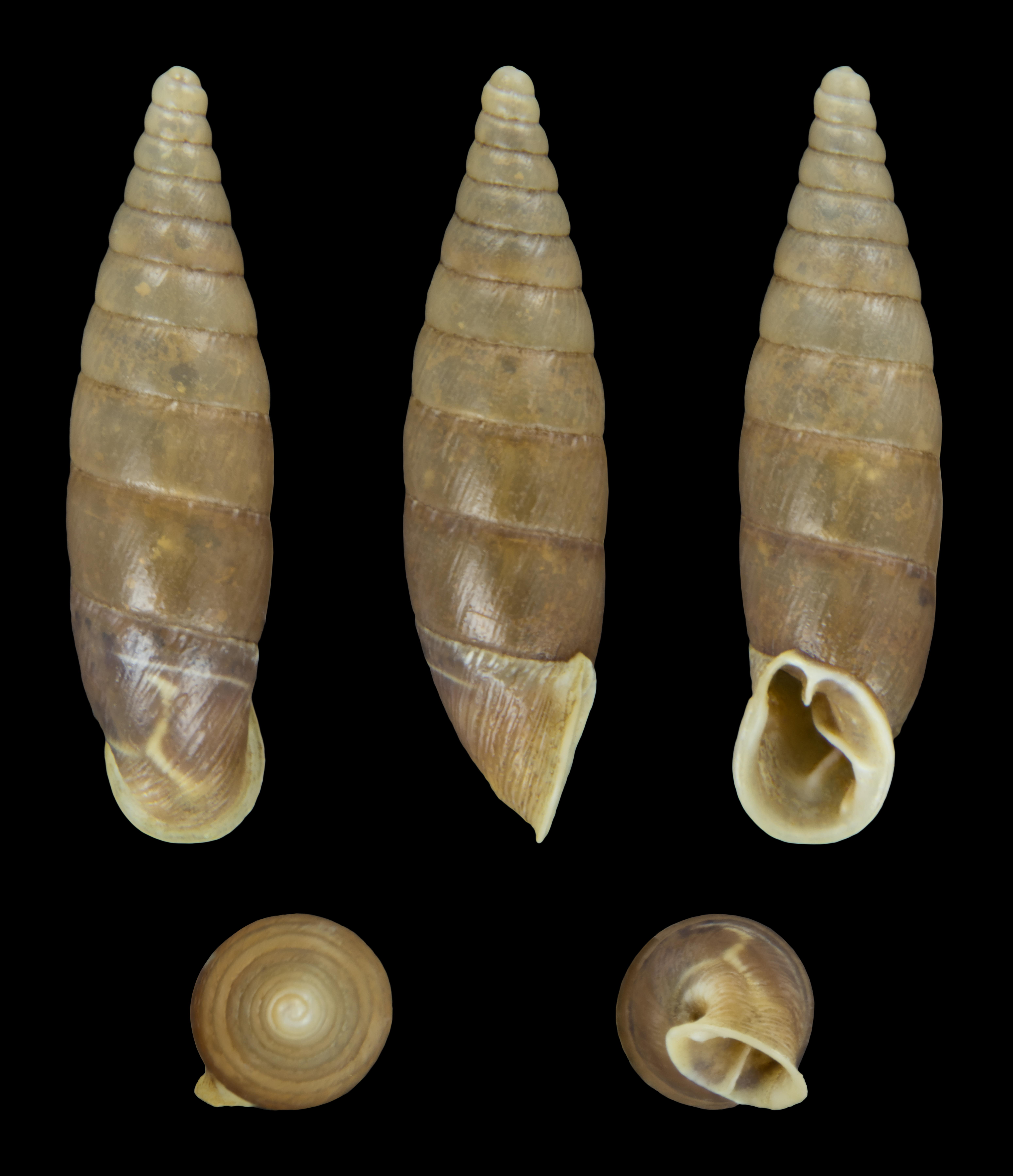
ssp. multiplex